# Костенко Антон Віталійович
Костенко Антон Віталійович — український науковець, кандидат історичних наук (2015). Фахівець з історії південноукраїнської археології та музейної справи. Учень Надії Гаврилюк.

## Біографія
Народився 28 листопада 1988 у місті Херсон. Онук Григорія Костенка — українського вченого та багаторічного керівника Інгулецької зрошувальної системи і тресту «Миколаївводбуд».
У 2013 закінчив магістратуру Факультету психології, історії та соціології Херсонського державного університету (за кафедрою всесвітньої історії та історіографії Віталія Андрєєва).
З вересня 2013 працює в Херсонському обласному краєзнавчому музеї. У 2013—2015 — молодший науковий співробітник відділу науково-фондової роботи, у 2015—2016 — науковий співробітник сектору археології, з 2016 — старший науковий співробітник сектору археології.
Здобувач Центру пам'яткознавства Національної академії наук України і Українського товариства охорони пам'яток історії та культури у 2014—2015 рр., у 2015 р. захистив дисертацію на здобуття наукового ступеня кандидата історичних наук «Археологічні фонди краєзнавчого музею: формування, зберігання, використання (на прикладі Херсонського обласного краєзнавчого музею)» за спеціальністю «музеєзнавство та пам'якознавство» (науковий керівник — Надія Гаврилюк). Робота є першою в українській історичній науці, що комплексно розглядає функціонування археологічних фондів у структурі українських краєзнавчих музеїв.
З листопада 2016 — на керівних посадах в Херсонській централізованій бібліотечній системі: завідувач організаційно-методичного відділу, головний бібліотекар з питань координації.

## Науковий доробок
До кола наукових інтересів дослідника належать історія української археологічної науки, історія та сучасність українського музейництва. Публікувати наукові дослідження з цієї тематики розпочав у 2014 р. У своїх працях також звертається до «родинної історії» українсько-білоруського роду Гошкевичів (Гашкевичів), до якого, зокрема, належали  Михайло Гошкевич, Віктор Гошкевич, Леонід Гошкевич, Ірина Фабриціус.
Одним з перших звернувся до історії становлення Херсонського обласного краєзнавчого музею. Розвиток музею до 1963 узагальнено в книзі «Антична колекція Херсонського обласного краєзнавчого музею. Історія становлення (1890-1963 рр.)» (у співавторстві з Мариною Абікуловою).
Автор понад 20 наукових та науково-популярних праць.
Учасник ряду авторитетних міжнародних наукових конференцій, зокрема: «Крим в історії України» (2014), «Ольвійський форум» (2016).

## Вибрана бібліографія
Окремі видання
- Костенко Антон, Нестеренко Ольга. Чорнобаївка: вчора, сьогодні, завтра (до 235-ї річниці заснування села) / А. В. Костенко, О. В. Нестеренко. – Херсон-Чорнобаївка, 2017. – 92 с.
- Костенко Антон. Виктор Гошкевич и его мир: семья, окружение, древности / А. Костенко, А. Шевченко. – Херсон, 2017. – 116 с.
- Костенко А. В., Абікулова М. Й. Антична колекція Херсонського обласного краєзнавчого музею. Історія становлення (1890—1963 рр.). — Херсон: Сектор археології відділу науково-фондової роботи Херсонського обласного краєзнавчого музею, 2016. — 172 с.
- Костенко А. В. Раритети античної колекції Херсонського обласного краєзнавчого музею. — Херсон: Гілея, 2015. — 36 с.

Статті
- Костенко А. В. Лапідарій Херсонського краєзнавчого музею як відкрите фондосховище // Праці Центру пам'яткознавства. — 2014. — № 26. — С. 187—199.
- Костенко А. В. Ісламські лапідарні пам'ятки XVI—XIX ст. в фондах археології Херсонського краєзнавчого музею // Нові дослідження пам'яток козацької доби в Україні. — 2015. — № 24. — С. 561—567.
- Костенко А. В. Археологічний музей В. І. Гошкевича (1890—1898 рр.) // Археологія. — 2015. — № 2. — С. 137—147.
- Костенко А. В. Херсонский Археологический музей и его «семейная история»: семья как сеть научных коммуникаций в музейном деле // Гісторыя Магілёва: мінулае і сучаснасць. Зборнік навуковых прац удзельнікаў IX Міжнар. навук. канф., 25-26 чэрвеня 2015 г., г. Магілёў. — Магілёў: МДУХ, 2015. — С. 59-65.
- Костенко А. В. Археологічні фонди херсонських музеїв до завершення II Світової війни: історіографічний нарис // П'яті Зарембівські читання. Матеріали П'ятих Всеукраїнських Зарембівських наукових читань «Українське пам'яткознавство: сучасні проблеми та тенденції», присвячених 100-річчю від дня народження академіка П. Т. Тронька (м. Київ, 15 квітня 2015 р.). — К.: Центр пам'яткознавства НАНУ і УТОПІК, 2015. — С. 169—176.
- Костенко А. В. Херсонський Археологічний музей як південноукраїнський центр тяжіння скандинавських дослідників (1910—1928 рр.) // Матеріали і дослідження з археології Прикарпаття і Волині. — 2015. — Вип. 19. — С. 113—120 [Архівовано 2 лютого 2017 у Wayback Machine.].
- Костенко А. В. «Гашкевичі», а не «Гошкевичі»: білоруська гілка відомого українського роду // «Нове та традиційне у дослідженнях сучасних представників суспільних наук»: матеріали міжнародної науково-практичної конференції (м. Київ, Україна, 5-6 лютого 2016 року). — Київ: ГО «Київська наукова суспільнознавча організація», 2016. — С. 12-15.
- Костенко А. В. Научное комплектование археологических фондов Херсонского музея: штрихи к интеллектуальной биографии В. И. Гошкевича // Известия Гомельского государственного университета имени Франциска Скорины. — 2016. — № 1 (94). — С. 24-29.
- Костенко А. В. Богослов, педагог і археолог в радянській музейній системі: забута доля Георгія Крисіна // Scriptorium Nostrum. — 2016. — № 1. — С. 44-58 [Архівовано 11 вересня 2016 у Wayback Machine.].